# Фрисланд (Висконсин)
Фрисланд (енгл. Friesland) град је у америчкој савезној држави Висконсин.

## Демографија
По попису из 2010. године број становника је 356, што је 58 (19,5%) становника више него 2000. године.
| Група             | 2000.       | 2010.       |
| Белци             | 293 (98,3%) | 334 (93,8%) |
| Афроамериканци    | 0 (0,0%)    | 5 (1,4%)    |
| Азијати           | 1 (0,3%)    | 1 (0,3%)    |
| Хиспаноамериканци | 3 (1,0%)    | 15 (4,2%)   |
| Укупно            | 298         | 356         |